# 1440p
1440p (també coneguda com a Quad HD, Wide Quad HD o 2K) és una resolució no estàndard de 2560 × 1440; això representa 3.686.400 píxels, que és quatre vegades la resolució 720p (1280 × 720 = 921.600). Suposa una resolució a mig camí entre d'altres dues resolucions populars com són el FHD i el UHD (de 1080p i 2160p respectivament).
A la tardor de 2006, Chi Mei Corporation, un fabricant d'electrodomèstics, va anunciar un televisor 1440p amb una pantalla de 47 polzades LCD per ser llançat el segon trimestre de 2007.
L'any 2015 el QHD s'estableix com una resolució habitual entre els telèfons mòbils d'alta gamma.